# Paces de Urtubia
Las Paces de Urtubia que entraron en vigor el 1 de abril de 1513 entre Fernando el Católico, rey de Castilla y Aragón que acababa de conquistar el Reino de Navarra, con Luis XII de Francia. 
En ellas Fernando el Católico renunciaba a las pretensiones sobre los condados de Foix y Bearn, basadas en los derechos de su esposa, Germana de Foix, quien al igual que el vizconde de Lautrec, había visto cómo días antes eran admitidas en el Parlamento de París sus pretensiones al trono navarro. Por su parte Francia aceptaba el dominio hispano en Nápoles y retiraba su apoyo a los reyes de Navarra, Juan III de Albret y Catalina de Foix.
La reina francesa Ana de Bretaña intentó sellar el acuerdo con el matrimonio de los hijos de ambos monarcas. Su muerte en enero de 1514 trastocó este proyecto.
Este acuerdo fue seguido por otro en marzo de 1514 en Orleans, cuando estaba a punto de expirar el anterior, en el que se mantuvo el no ayudar ni financiera ni militarmente al rey navarro para recuperar su reino. 